# Toutatis (planetka)
(4179) Toutatis je planetka z Apollonovy skupiny. Je pro Zemi potenciálně nebezpečná. V důsledku rezonancí 3:1 s Jupiterem a 1:4 se Zemí má chaotickou oběžnou dráhu, ta je však známa velmi přesně, takže je jisté, že v následujících 600 letech Zemi neohrozí. Toutatis má rozměry 4,5 × 2,4 × 1,9 km a hmotnost 50 miliard tun. Poprvé byla pozorována v roce 1934 a znovuobjevena v roce 1989. Je pojmenována po keltském bohu Toutatisovi.
Planetka Toutatis proletěla 12. prosince 2012 v 6:40 UT ve vzdálenosti 18 vzdáleností Měsíce okolo Země.
Dne 13. prosince 2012 prolétla kolem planetky čínská sonda Čchang-e 2 ve vzdálenosti pouze 3,2 km a při vzájemné rychlosti 10,73 km/s a pořídila snímky s rozlišením až 10 m na jeden pixel.